# Дембский, Ежи
Ежи Дембский (пол. Jerzy Dębski; 23 апреля 1668—5 марта 1733, Кросно) — польский иезуит, писатель
, педагог.
Шляхтич герба Радван.
Вступил в Орден иезуитов в 1684 году. послушничество проходил в Кракове. Позже изучал риторику в католической коллегии в Люблине, философию — в Калише и теологию — в Кракове.
В 1697 году был рукоположен. Служил преподавателем многих иезуитских школ. В 1724—1728 годах был ректором коллегии в Перемышле. С 1731 года — ректор коллегии в Кросно.
Автор проповедей и духовных сочинений, в том числе «Трактата о добродетели и таинстве покаяния» («Tractatus theologicus devirtute et sacramento poenitentiae traditus»).

## Избранные сочинения
- Trybunał Niebieski Na Ziemi…
- Troiaki Pokłon Kaznodzieyski Niedzielny, Bogu w Troycy Swiętey Iedynemu Oddany…